# 後厝 (新北市)
後厝，是新北市三芝區的一個地名，位於該區西部，範圍大致與後厝里相近。

## 歷史
台灣清治末期至日治前期，後厝地區為一街庄，稱為「後厝庄」，隸屬於芝蘭三堡。該庄東北與錫板庄為鄰，南與草埔尾庄、大屯庄為鄰，西北邊臨海。
1901年（明治三十四年）11月，該庄隸屬於臺北廳，編入第三十區。1906年（明治三十九年）1月，第二十九的部分街庄及第三十區的全部街庄合併為「小基隆區」，該庄屬之。1920年（大正九年），該庄改制為「後厝大字」，隸屬於臺北州淡水郡三芝庄，大字下有「北勢子」、「土地公坑」、「大片頭」、「陽住坑」、「番子崙」、「番社後」小字名。
戰後，三芝庄改制為三芝鄉，隸屬於臺北縣，大字亦改制為村。2010年12月，臺北縣升格為新北市，三芝鄉改制為三芝區，村亦改制為里。

## 交通
省道台2線大致以東北—西南走向經過後厝地區西部，往東北可前往石門、金山、萬里、基隆等地，往南可前往淡水，再轉入東南後，在竿蓁林接省道台2乙線，可前往北投、士林，後續亦可接洲美快速道路、環河南北快速道路快速進入台北市區。

## 學校
- 三芝國小陽住分校